# بلخريا

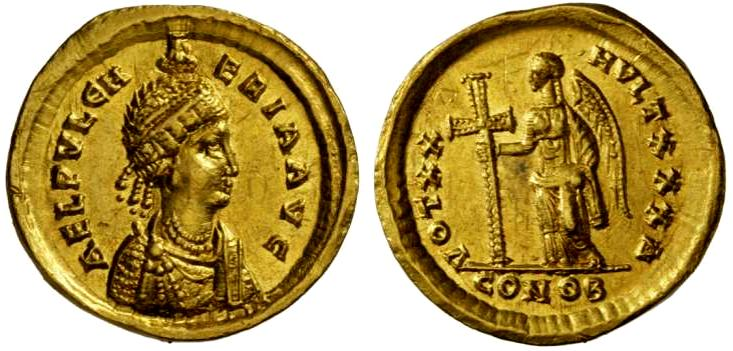
عملة امبراطورية أيليا بلخريا

أيليا بلخريا (Aelia Pulcheria؛ 399 - 453) إمبراطورة رومانيا الشرقية من 414 إلى 453. وهي ابنة آركاديوس وأيليا أودوكسيا وأخت ثيودوسيوس الثاني. بقى ثيودوسيوس متأثراً بها طيلة حياته. تعهدت بالعذرية وجلبت الرهبانية للبلاط البيزنطي بشكل بارز. في عام 450 توفي أخوها فاختارت مرقيان كإمبراطور ثم تزوجته.
توفي الإمبراطور ثيودوسيوس الثاني في تموز سنة 450. وإذ لم يكن له وريث، تولت أخته بولكيريا زمام الأمور، وعقد زواجاً شكلياً على مرقيان الذي أعلن إمبراطورا، وتمكنت من السيطرة على الوضع السياسي والديني، وعملت على التقليص من نفوذ ديوسقورس، وزجت اوطيخا في سجن بالقرب من العاصمة. ودعا الإمبراطور الجديد مرقيان إلى عقد مجمع خلقيدونية في تشرين الأول سنة 451.
وفي مجمع خلقيدونية انشقت الكنائس الشرقيّة (: القبطيّة والأرمنيّة والسريانيّة) عن الشركة مع الكنيستين الرومانيّة والبيزنطيّة. ونتيجة لذلك فقد أمر مرقيان بإلقاء القبض على بطريرك الكنيسة القبطية، ديوسقورس الأول، نفاه إلى جزيرة جانجرا وعذبه حتى توفي عام 457.

## نشأتها
نشأت بلخريا وسط عائلة ثيودسيوس الملكية، وهي السلالة الحاكمة المتمركزة في القسطنطينية في عصر الإمبراطورية الرومانية المتأخر. وهي ابنة إمبراطور روما الشرقية أركاديوس والإمبراطورة إيليا يودوكسيا. وُلدت أختها الكبرى فلاشيلا في عام 397 ولكنها ماتت في شبابها على الأرجح. أما إخوتها الصغار فهم أركاديا (وُلدت عام 400)، وثيودوسيوس الثاني الإمبراطور المستقبلي (وُلد عام 401)، ومارينا (وُلدت عام 401).
شهدت فترة حكم أركاديوس صراعًا نشب بين زوجته المتسلطة ورئيس أساقفة القسطنطينية؛ القديس يوحنا ذهبي الفم. يقول المؤرخ سوزومن أن السبب الرئيسي في تلك العداوة هو تمثال مزخرف صُنع إكرامًا ليودوكسيا، إذ استنكره القديس يوحنا بشدة: «وُضع تمثال الإمبراطورة الفضي على عمود من الرخام السماقي؛ واحتفل الناس بهذا الحدث بالهتافات الصاخبة، والرقص، والألعاب، وعدة مظاهر أخرى من البهجة العامة...أعلن القديس يوحنا أن تلك الوقائع تعكس إلحاق العار بالكنيسة». وأضاف سوزومن أن يوحنا عاب الإمبراطورة على رداءها المتكلف التي كانت ترتديه أثناء خطبته، مما أثار غضبها وأدى إلى إقالته من منصبه على الفور. أعادت بلخريا أغراض القديس يوحنا ذهبي الفم إلى الكنيسة في وقت لاحق من حياتها عرفانًا بحياته الورعة.

## أخت الإمبراطور
توفيت يودوكسيا عام 404، ولحق بها الإمبراطور أركاديوس عام 408 تاركين وراءهم أربعة أطفال من بينهم ثيودسيوس الثاني الذي كان بعمر السابعة حينها، وكان قسيمًا للإمبراطور منذ عام 402 وحتى وفاته، ثم أصبح الإمبراطور ذاته. تولى زمام أمور الحكومة في ذلك الوقت القائد البرايتوري أنثيميوس والقائد أنتيوشوس حتى يبلغ الإمبراطور سن الرشد. وعندما أتم ثيودسيوس الثاني 15 عامًا قررت بلخريا أن عائلتها في غنى عن أنتيوشوس وأنثيميوس وفصلتهما عن منصبهما، ثم عينت نفسها وصية على أخيها. وفي 4 يوليو 414 خلع عليها ثيودسيوس لقب أغسطا (لقب تشريفي في الإمبراطورية الرومانية يُمنح للإمبراطورات)، وبذلك أصبحت بلخريا مُتوجة بأمر إلهي وصارت لها السيادة على الإمبراطورية. وفي ذات الوقت عقدت بلخريا على نفسها عهدًا بالعذرية لإبعاد المتقدمين للزواج بها. تحلى القصر الإمبراطوري حينها بمظهر رهباني مقارنةً بقصر يودوكسيا. وصف سوزومن عادات بلخريا وإخوتها التقية في كتاب «التاريخ الكنسي» قائلًا:
«جميعهم يسعى إلى طريقة الحياة ذاتها؛ فهم يلتزمون بالحضور إلى مكان العبادة، ويظهرون عطفهم على الغرباء والفقراء... ويقضون أيامهم ولياليهم وهم يمجدون ربهم ويحمدونه».
شملت طقوس القصر الإمبراطوري الغناء وتلاوة النصوص المقدسة والصوم عن الأكل مرتان في الأسبوع. تخلت أخوات العائلة الإمبراطورية عن المجوهرات الفاخرة والأزياء التي ترتديها معظم نساء البلاط الإمبراطوري. قدمت بلخريا النصح والإرشاد لثيودسيوس حتى يكون إمبراطورًا ناجحًا عند بلوغه سن الرشد.
«رغم أن ثيودسيوس كان الحاكم الفعلي للإمبراطورية بعد بلوغه سن الرشد، إلا أن أخته الكبرى بلخريا أثرت فيه بدرجة كبيرة طيلة حياته حتى صارت الحاكمة المشتركة الفعلية للإمبراطورية حتى وفاتها في عام 453. ففي الواقع يمكننا أن نقول بلا مبالغة أن بلخريا شكلت معالم فترة حكم أخيها».
دربت بلخريا أخاها على «مشية الإمبراطور، وركوب الخيول سواء كان بمفرده أو في موكب؛ وعلمته كذلك كيف يجلس على عرشه، وكيف يرتدي درعه وعباءته الملكية، وكيف يتحدث بوقار، وألا يضحك بصوتٍ عالٍ بأي حال من الأحوال...»

لم تكتفِ بلخريا بتدرييبه على واجبات وتقاليد الديوان الإمبراطوري فحسب، بل كانت تجهزه أيضًا ليصبح قائدًا مسيحيًا تقيًا. ولكن على حد قول العديد من المؤرخين، تجاهل الإمبراطور ثيودسيوس تعاليم أخته عقب بلوغه السن الرشد وتتويجه إمبراطورًا.
«كان ثيودسيوس بطبيعته ودودًا لين العريكة... لم يكن طيبًا إلى حد السذاجة فحسب بل كان طائشًا كذلك، وكثيرًا ما كان يهمل واجبه المتمثل في تولي حكم إمبراطوريته».
حفز غياب حس الإمبراطور بالمسؤولية بلخريا على الاستحواذ على المزيد السلطة والنفوذ في الإمبراطورية.

## تعهدها بالعذرية
عقدت بلخريا نذرًا بالعذرية من باب التقوى في ذات الوقت التي عينت نفسها وصية على أخيها، وحذت أخواتها حذوها. وضح سوزومن ذلك قائلًا:
«أهدت بلخريا عذريتها إلى الرب، وأرشدت أخواتها إلى أن يفعلن مثلها. منعت بلخريا جميع الرجال من أن يدخلوا قصرها لردع الفضائح والشبهات. أشهدت بلخريا الرب والقساوسة ورعايا الإمبراطورية الرومانية بأكملهم على صدق نذرها تأكيدًا على نيتها».
كتب البابا ليون الأول – أحد معاصري بلخريا – خطابًا يشيد بتقواها واحتقارها لأخطاء المهرطقين. ولكن من المحتمل أن بلخريا كان لها دوافع أخرى من وراء عذريتها. فعلى حد قول سوزومن وسقراط القسطنطينية وثيودوريطس؛ كانت بلخريا تحتقر أنثيموس – الوصي السابق لثيودسيوس – وكان هو بدوره يستنكر حصولها على سلطتها الواسعة، ولذلك قررت بلخريا أن تفعل ذلك لتردعه عن الحصول على تلك السطلة في البلاط الملكي. ذكر المؤرخ كينيث هولم كذلك أن أنثيموس كان يحاول مصاهرة العائلة الإمبراطورية. إذا لم تتعهد بلخريا بالحفاظ على عذريتها فقد تضطر إلى التخلي عن سلطتها لزوجها المحتمل.

## دورها كإمبراطورة أغسطسية
منح مجلس الشيوخ الروماني بلخريا لقب أغسطا في عام 414. كانت تُعامل الإمبراطورية بلخريا على قدم المساواة مع رجال البلاط الإمبراطوري رغم أنها امرأة. شيد مجلس الشيوخ البيزنطي من أجلها تمثالًا نصفيًا إكرامًا لها ولغيرها من الإمبراطوريات الرومانيات.

### الكنسية واليهودية
وقعت عدة أحداث مهمة خلال عهد بلخريا وأخيها الإمبراطور ثيودسيوس، ولكن بلخريا تأثرت في المقام الأول بالمذهب الكنسي. فقد عُرف عن بلخريا وأخيها أنهما كانا يحملان مشاعر معادية لليهود، وكلاهما أصدر قوانين مناهضة لممارسة الشعائر اليهودية في العاصمة. فقبل أن يتولى ثيودسيوس الثاني الحكم، كانت تُعامل المعابد اليهودية على أنها ملكية خاصة محمية من قبل الحكومة الإمبراطورية. أصدر ثيودسيوس قانونًا يمنع إنشاء معابد يهودية جديدة وأمر بتدمير المعابد الموجودة بالفعل. أمر ثيودسيوس وبلخريا كذلك بإعدام مجموعة من اليهود عقب شجار حل بينهم وبين المسيحيين في فلسطين. قال كينيث هولم: «كانت بلخريا تحمل في طياتها كراهية خاصة لليهود منذ زمن طويل. ساعد مذهب الهرطقة النسطورية، الذي اعتبره المعاصرون يهوديًا في الأصل، على تأكيد كرهها لهم».
اشتهرت بلخريا كذلك بحبها لفعل الخير. فقد أمرت بتشييد العديد من الكنائس والمباني المخصصة للفقراء داخل القسطنطينية وما حولها. اتسمت مشاريع البناء الخاصة ببلخريا بالاتساع حتى سُميت إحدى المقاطعات بأكلمها «بلخريانا» تيمنًا بها. وإلى جانب ذلك أيدت بلخريا الكنيسة المسيحية عن طريق إعادة تعيين الأساقفة الذين طُردوا بدون وجه حق، وأعادت أغراض بعضهم (مثل القديس فلافيان) إلى الكنيسة.

### الحرب مع فارس
شهد عصر بلخريا حربًا مستمرة مع الإمبراطورية الساسانية في فارس. دعت بلخريا إلى الحرب مع بلاد فارس عندما أمر الملك الفارسي يزدجرد الأول بإعدام أسقف مسيحي لأنه حطم مذبحًا مجوسيًا. أرسل ثيودسيوس – تحت نفوذ بلخريا – جيوشًا مندفعة بحماس زائد إلى المعركة، ووصف سوزومن تلك الجيوش بأنها «مستعدة لفعل أي شيء في سبيل المسيحية». وعلى حد قول المؤرخين، ، انتصر ثيودسيوس وبلخريا في تلك الحرب، ونسب ثيودسيوس فضل الانتصار إلى عذرية أخته. وبذلك استغل ثيودسيوس عذرية أخته كأداة دعاية للحرب بدعوى أن يد الرب سوف تساعد الجيوش الرومانية في حربها ضد فارس طالما وفت بلخريا بعهدها مع الرب. اشتدت سيطرة بلخريا بدرجة أكبر بعد وفاة أخيها؛ ثيودسيوس الثاني.